# پروژه آرایه تلسکوپ
پروژه آرایه تلسکوپ (انگلیسی: Telescope Array Project) یک همکاری بین‌المللی است که شامل موسسه‌های تحقیقاتی و آموزشی در ژاپن، ایالات متحده، روسیه، کره جنوبی و بلژیک است. این آزمایش برای مشاهده رگبارهای هوایی ناشی از پرتوهای کیهانی با انرژی فوق‌العاده بالا با استفاده از ترکیبی از آرایه زمین و تکنیک‌های فلورسانس هوا طراحی شده‌است. در صحرای مرتفع در شهرستان میلارد، یوتا، ایالات متحده، در حدود ۱۴۰۰ متر (۴۶۰۰ فوت) بالاتر از سطح دریا واقع شده‌است.

## بررسی اجمالی
رصدخانه آرایه تلسکوپ یک سیستم آشکارساز ترکیبی است که هم از یک آرایه ۵۰۷ آشکارساز سطح سوسوزن (SD) که توزیع ذرات باردار در سطح زمین را اندازه‌گیری می‌کند و هم از سه ایستگاه فلورسانس که آسمان شب را در بالای آرایه SD مشاهده می‌کنند، تشکیل شده‌است. هر ایستگاه فلورسانس نیز با یک سیستم LIDAR برای نظارت بر جو همراه است. آرایه SD بسیار شبیه آرایه گروه AGASA است، اما منطقه‌ای را پوشش می‌دهد که ۹ برابر بزرگتر است. راه‌اندازی ترکیبی پروژهٔ آرایه تلسکوپ امکان رصد همزمان توسعه طولی و توزیع جانبی بارش‌های هوا را فراهم می‌کند. هنگامی که یک پرتو کیهانی از جو زمین می‌گذرد و یک بارش هوا را به راه می‌اندازد، تلسکوپ‌های فلورسانس نور سوسوزن ایجاد شده هنگام عبور دوش از گاز جو را اندازه‌گیری می‌کنند، در حالی که مجموعه‌ای از آشکارسازهای سطح سوسوزن سطح زمین از ردپای دوش نمونه برداری می‌کنند.
در مرکز آرایهٔ زمینی، مرکز لیزر مرکزی قرار دارد که برای نظارت بر جو و کالیبراسیون استفاده می‌شود.